# Sân bay Santa Genoveva
Sân bay Santa Genoveva (IATA: GYN, ICAO: SBGO) là một sân bay ở đông bắc Goiânia, bang Goiás, Brasil. Hiện một nhà ga mới đang được xây dựng tại đây. Sân bay này có một đường băng dài 2.501 m bề mặt nhựa đường. Đang có 6 hãng hàng không hoạt động tại sân bay Santa Genoveva kết nối với các địa điểm tại Brasil.

## Các hãng hàng không và các điểm đến
- Gol Transportes Aéreos
- Passaredo Transportes Aéreos
- SETE Linhas Aéreas
- TAM Airlines
- Total Linhas Aéreas